# Jan Szydlak

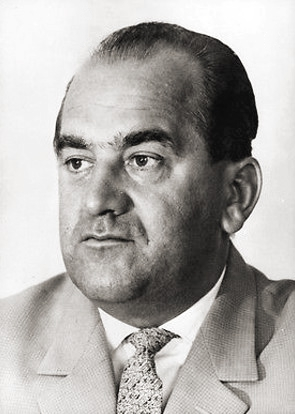
Jan Szydlak

Jan Marian Szydlak (* 24. November 1925 in Siemianowice Śląskie, Schlesien; † 13. September 1997) war ein Politiker in der Volksrepublik Polen, der unter anderem zwischen 1960 und 1968 Erster Sekretär der Polnischen Vereinigten Arbeiterpartei PZPR (Polska Zjednoczona Partia Robotnicza) in der Woiwodschaft Posen, 1968 bis 1977 Sekretär sowie zwischen 1970 und 1980 auch Mitglied des Politbüros des ZK der PZPR war. Er war ferner von 1976 bis 1980 Vize-Vorsitzender des Ministerrates sowie 1980 kurzzeitig Vorsitzender des Zentralrates des Gewerkschaftsverbandes CRZZ (Zrzeszenie Związków Zawodowych).

## Leben

### Jugendfunktionär und ZK-Mitglied
Szydlak war nach dem Besuch der Mittelschule als Schlosser tätig. Er trat nach dem Ende des Zweiten Weltkrieges in die Polnische Arbeiterpartei PPR (Polska Partia Robotnicza) und den Jugendverband ZWM (Związek Walki Młodych) ein. Nach dem Zusammenschluss der PPR mit der Polnischen Sozialistischen Partei (Polska Partia Socjalistyczna, PPS) zur Polnischen Vereinigten Arbeiterpartei (Polska Zjednoczona Partia Robotnicza) im Dezember 1948 trat er dieser bei. Nachdem er die Parteischule des ZK der PZPR abgeschlossen hatte, wurde er Mitarbeiter des PZPR-Stadtkomitees Katowice und war danach von 1954 bis 1957 Sekretär des Zentralrates der Union der polnischen Jugend ZMP (Związek Młodzieży Polskiej), des Jugendverbandes der PZPR. 1958 wurde er Kandidat des ZK der PZPR. Er war später zwischen 1960 und 1968 Erster Sekretär des PZPR-Komitees der Woiwodschaft Posen. Bei der Wahl vom 16. April 1961 wurde er zum Mitglied des Sejm gewählt und gehörte diesem bis 19. Dezember 1980 an. Zugleich wurde er 1962 Mitglied des ZK der PZPR und gehörte diesem Gremium bis 1980 an.

### ZK-Sekretär, Vize-Ministerpräsident und Entmachtung
Nach dem V. Parteitag (11.–16. November 1968) wurde Szydlak Sekretär des ZK der PZPR für Ideologie und bekleidete diese Funktion bis 1977. Zugleich wurde er auf diesem V. Parteitag auch Kandidat des Politbüros des ZK, ehe er von 1970 bis 1980 Mitglied des Politbüros des ZK war. Als solcher wurde er nach dem Arbeiteraufstand vom 14. bis 22. Dezember 1970 im Februar 1971 Vorsitzender einer Kommission des Politbüros zur Untersuchung der Hintergründe der Unruhen. Daneben war er zwischen 1970 und 1981 Mitglied des Präsidiums des Nationalen Komitees der Nationalen Einheitsfront FJN (Front Jedności Narodu) sowie 1972 zusammen Ministerpräsident Piotr Jaroszewicz sowie Willi Stoph und Hermann Axen Teilnehmer an Verhandlungen mit der DDR über Reiseerleichterungen. Des Weiteren fungierte er von 1974 bis 1980 Vorsitzender der Polnisch-Sowjetischen Freundschaftsgesellschaft (Towarzystwa Przyjaźni Polsko-Radzieckiej). Am 2. Dezember 1976 wurde er Vize-Vorsitzender des Ministerrates und übte dieses Amt bis zum 18. Februar 1980. Nach seinem Ausscheiden aus dem Ministerrat löste er am 18. Februar 1980 Władysław Kruczek als Vorsitzender des Zentralrates des Gewerkschaftsverbandes CRZZ (Zrzeszenie Związków Zawodowych) ab, übte diese Funktion aber nur bis zum 26. August 1980 aus. 
1980 verlor Szydlak zunächst seine Mitgliedschaften im Politbüro und ZK sowie im Sejm, ehe er 1981 auch aus der PZPR ausgeschlossen wurde. Nach der Verhängung des Kriegsrechts 1981 unter General Wojciech Jaruzelski wurde er als Anhänger des früheren Ersten Sekretärs des ZK Edward Gierek interniert.

### Ehrungen und Auszeichnungen
Für seine Verdienste in der Volksrepublik Polen wurde Szydlak mehrfach geehrt und erhielt unter anderem den Orden Erbauer Volkspolens (Order Budowniczych Polski Ludowej), den Orden Banner der Arbeit (Order Sztandaru Pracy) Zweiter Klasse und später Erster Klasse sowie den Titel eines Kommandeurs des Orden Polonia Restituta (Order Odrodzenia Polski) verliehen.